# 松原弘典
松原 弘典（まつばら ひろのり、1970年 - ）は、日本の建築家。

## 経歴
1970年 東京都生まれ。 1989年 開成高等学校卒業。1995年 東京芸術大学美術学部建築科卒業。
1996年 モスクワ建築大学研究生。1997年 東京大学大学院工学系研究科建築学専攻修士課程修了。
1997年から2001年まで、伊東豊雄建築設計事務所勤務。2001年から2002年まで、瀋陽市規劃設計研究院、北京非常建築研究所勤務。2002年から2005年まで、文化庁派遣藝術家在外研修員として北京大学建築学研究センター外籍講師。
2005年 北京松原弘典建築設計諮詢有限公司設立。
2005年から2014年まで、慶應義塾大学総合政策学部准教授。オルタナティブ建築設計などをテーマに教えていた。
2006年から2011年まで、東北大学非常勤講師。2011年 東京大学より博士（環境学）の学位授与。
2013年 東京松原弘典建築設計事務所に移転改組。

## 主な作品
- 2003年　六里橋平房改建（北京）
- 2003年　新華書店中関村図書ビル内装（北京）
- 2004年　運河岸上的院子（北京）
- 2005年　慢走バー（北京）
- 2006年　機械工業出版社百万庄図書ビル内装（北京）
- 2006年　天津天馬国際クラブ （天津）
- 2006年　河北竹語堂別荘 （河北）
- 2007年　GBD住宅コンペ案（北京）
- 2007年　北京出版発行物流中心展示ホール、ホテル（北京）
- 2007年　三里屯ビレッジ北区イースト（北京)
- 2008年　Royal Tea Barn（北京）
- 2008年　成都市華林小学紙管仮設校舎（成都、坂茂と協働）
- 2009年　Y House（北京）
- 2009年　コンゴACADEX小学校第一教室棟（コンゴ民主共和国）
- 2010年　コンゴACADEX小学校第二教室棟（コンゴ民主共和国）
- 2011年　sake manzo（北京）
- 2011年　コンゴACADEX小学校第三教室棟（コンゴ民主共和国）
- 2012年　BMW 4S販売店（北京）
- 2012年　コンゴ日本文化センター（コンゴ民主共和国）
- 2013年　東京メトロ銀座線・駅デザインコンペ案（東京、コンペ入選）
- 2013年　コンゴACADEX小学校校門（コンゴ民主共和国）

## 受賞
- 2005　ID+C「最佳設計賞」（中間村図書ビル内装）、ID+C主催
- 2008　中国建築メディア賞入選（成都華林小学校）、南方都市報主催
- 2008　JAPAN PROJECT国際賞「学生審査員賞」（成都華林小学校）、国土交通省主催
- 2009　SDレビュー2009「SD賞」（コンゴACADEX小学校)、鹿島出版会主催
- 2011　JIAゴールデンキューブ賞「優秀賞学校部門」（コンゴACADEX小学校)、社団法人日本建築家協会主催
- 2011　2011最建築賞「最有意思的建築賞」（Y house）、中国建築新聞網主催
- 2012　「日本建築学会教育賞（教育貢献）」（コンゴACADEX小学校）、社団法人日本建築学会主催
- 2013　「平成25年科学技術分野の文部科学大臣表彰　科学技術賞（理解増進部門）」（コンゴACADEX小学校）、文部科学省主催
- 2013　「平成25年度第20回前田工学賞」（建築分野の優秀博士論文）、公益財団法人前田記念工学振興財団主催
- 2013　「グッドデザイン賞」「グッドデザイン・ベスト100」（コンゴ民主共和国日本文化センター）、公益財団法人日本デザイン振興会主催

## 著書
- 『中国でつくる 松原弘典の建築』、2007年12月、TOTO出版
- 『北京論 10の都市文化案内』、2008年7月、リミックスポイント
- 『日本の建築界における中国認識：建築メディアにおけるその構造』松原弘典、2011年9月、東京大学博士論文
- 『未像の大国　日本の建築メディアにおける中国認識』、2012年5月、鹿島出版会